# Pedro Gomes (Schiff)
Die Pedro Gomes war ein 1900 gebautes Fracht- und Passagierschiff, das zuerst als niederländische Sindoro zwischen den Niederlanden und Niederländisch-Ostindien verkehrte. Ab 1922 fuhr sie unter portugiesischer Flagge zwischen dem Mutterland und den portugiesischen Kolonien in Afrika, aber auch bis Portugiesisch-Timor. 1932 erfolgte die Abwrackung.

## Bau und technische Daten
Für ihren Passagier- und Postdienst zwischen den Niederlanden und Niederländisch-Ostindien bestellte die Koninklijke Rotterdamsche Lloyd bei der Werft NV Koninklijke Maatschappij De Schelde in Vlissingen zwei Schwesterschiffe. Die Kiellegung des ersten Schiffes erfolgte unter der Baunummer 90 am 1. Februar 1899, der Stapellauf fand am 2. Februar 1900 statt, bei dem der Dampfer nach dem Vulkan Sundoro auf Zentraljava benannt wurde und den Namen Sindoro erhielt.
Das Schiff war 129,32 Meter lang, 15,17 Meter breit und hatte einen Tiefgang von 8,75 Metern. Es war mit 5471 BRT bzw. 3396 NRT vermessen und hatte eine Tragfähigkeit von 4400 Tonnen. Zwei Vierzylinder-Vierfach-Expansionsmaschinen der Werft erzeugten 4000 PS und ermöglichten über zwei Schrauben eine Geschwindigkeit von 14,0 Knoten. Ihre Unterkünfte boten 182 Passagieren Platz, davon 80 in der Ersten Klasse, 38 in der Zweiten Klasse, 24 in der Dritten und 40 im Zwischendeck.

## Geschichte

### NiederländischeSindoro(1900–1922)
Mit der Ablieferung übernahm die Reederei Koninklijke Rotterdamsche Lloyd das Schiff am 22. März 1900 und registrierte es mit Heimathafen Rotterdam. Zur Jungfernfahrt verließ die Sindoro Rotterdam am 7. April mit Ziel Batavia. Die Reederei setzte den Neubau im Liniendienst zwischen Rotterdam und Niederländisch-Ostindien mit den Ziel Java ein. Die Sindoro – ab 1902 zusammen mit dem Schwesterschiff Goentoer – war eines der Schiffe, die die Reederei im 14-täglicher Postdienst auf dieser Route einsetzte, auf der sie auch nach Beginn des Ersten Weltkrieges verblieb. Dabei kam es mehrfach zu Kollisionen und zu einer Strandung: Am 9. Februar 1903 kollidierte sie vor der niederländischen Küste mit dem Loodskotter I, am 2. Januar 1912 rammte der Dampfer Leicester die Sindoro im Rotterdamer Hafen. Am selben Tag geriet ein Teil der Ladung des Schiffes in Brand, der einen Tag später erstickt wurde. Am 19. Februar 1915 kam es in der Nähe des Feuerschiffes Nore zu einer Kollision mit der britischen Bark Dovenby, die anschließend gesunken ist. Am 6. März 1917 strandete die Sindoro auf dem Weg nach Rotterdam nahe Gibraltar in der Bucht von Algeciras bei Punta Mala, konnte nach mehreren Tagen jedoch geborgen werden und wurde repariert.

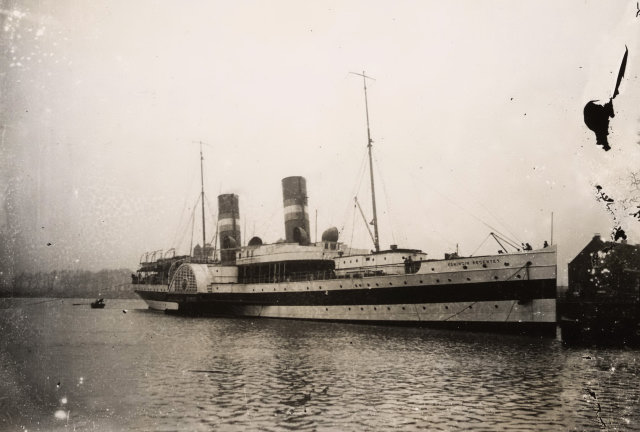
Koningin Regentes

Nachdem am 31. Dezember 1917 zwischen Großbritannien und dem Deutschen Reich ein Abkommen über den Austausch von Zivilisten und Schwerverletzten über die Niederlande geschlossen worden war, setzte die niederländische Regierung die Sindoro neben anderen Schiffen für den Gefangenenaustausch ein. Das Schiff wurde in dieser Zeit als Hospitalschiff registriert und verkehrte knapp ein Jahr zwischen Boston in Großbritannien und Rotterdam. Auf einer der Fahrten rettete die Sindoro im Juni 1918 Überlebende des torpedierten niederländischen Hospitalschiffes Koningin Regentes und brachte sie nach Rotterdam. Am 11. November 1918 wurde der Gefangenenaustausch eingestellt. Die Sindoro hatte in dieser Zeit 10431 internierte bzw. gefangene Briten und Deutsche befördert. Nach dem Krieg verkaufte die Reederei die Sindoro nach Portugal.

### PortugiesischePedro Gomes(1922–1931)
Käufer des Schiffes war die portugiesische Reederei Companhia Nacional de Navegação (CNN), die Linienverbindungen zwischen Lissabon und Kolonien in Afrika unterhielt. Nach dem Ersten Weltkrieg war die Reederei auch aufgrund der Konkurrenz der neugegründeten Reederei Companhia Colonial de Navegação auf den Afrika-Routen auf der Suche nach neuen Linienverbindungen. Für eine neue Route zwischen Nordeuropa, Lissabon und Westafrika erwarb sie eigens die Sindoro. Der Ankauf erhielt den Namen Pedro Gomes, wurde für 440 Passagiere zugelassen und in Lissabon als Heimathafen registriert.

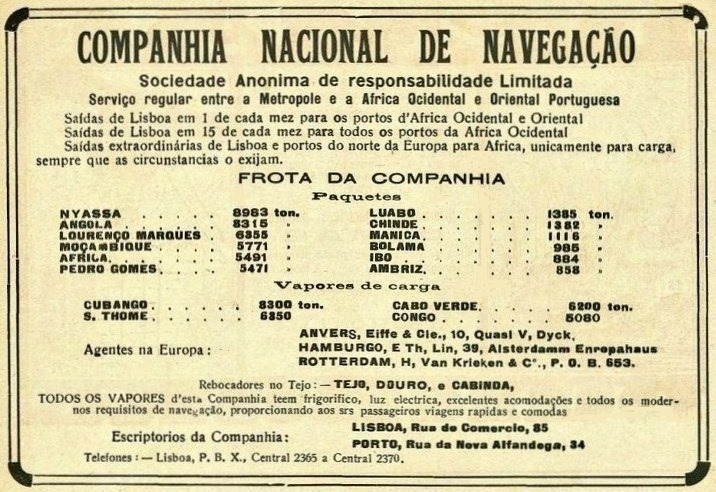
CNN-Werbung aus dem Jahr 1926 mit Angabe einiger Routen und Schiffe

Über die durchgeführten Linienverbindungen des Schiffes liegen lediglich summarische Angaben vor: Die Companhia Nacional setzte die Pedro Gomes von Lissabon aus zeitweise auf der Route nach Madeira ein. Darüber hinaus befuhr der Dampfer Linienverbindungen zu portugiesischen Besitzungen in Afrika und steuerte Angola, Kapstadt und Mosambik an.

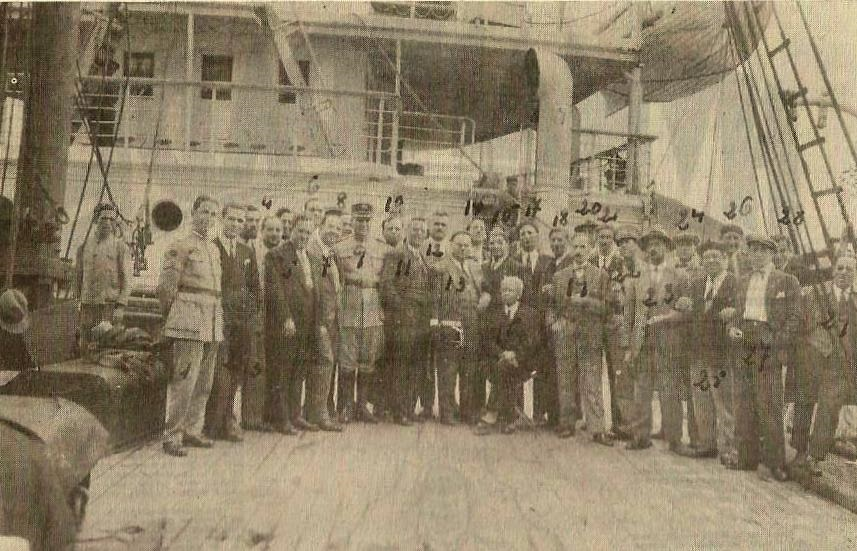
Deportierte auf der Pedro Gomes auf der Fahrt nach Timor (1931)

Anfang der 1930er Jahre galt das Schiff als veraltet. Im April 1931 requirierte die portugiesische Regierung das Schiff, um Truppen nach Madeira zu entsenden, wo am 4. April ein militärischer Aufstand begonnen hatte. Der Madeira-Aufstand war indirekt eine Folge der zivilen Mehl-Revolte von Januar/Februar des Jahres. Die rebellierenden Militärs auf Madeira gewannen die Unterstützung der Bevölkerung. Auch auf den Azoren, in Sao Tomé, Portugiesisch-Guinea und Mosambik breitete sich der Aufstand aus, auf den die Zentralregierung mit der Entsendung loyaler Truppen reagierte. Während dieses Einsatzes rammte die Pedro Gomes den begleitenden Zerstörer Vouga vor der Küste von Madeira, der daraufhin sank.
Nach Niederschlagung des Aufstandes im Mai 1931 wurden zahlreiche Beteiligte, aber auch Oppositionelle aus dem Mutterland nach Timor deportiert. Für den Transport von 380 der politischen Gefangenen setzte die Regierung erneut die Pedro Gomes ein, die die Route über den Suezkanal und Colombo nach Timor nahm.
Nach der Rückkehr legte die Companhia Nacional die Pedro Gomes noch 1931 in der Tejo-Mündung auf und verkaufte das Schiff im November 1931 nach Japan an Miyaji Timinosuke zur Verschrottung, am 6. April 1932 traf die Pedro Gomes in Kōbe auf der Abwrackwerft ein.